# استان نقاط‌الخمس
نقاط الخمس یکی از استان‌های لیبی است.
مرکز این استان شهر زواره است 

## منبع
- http://en.wikipedia.org/w/index.php?title=An_Nuqat_al_Khams_District&oldid=434336212